# ジャン＝カルロ・コッポラ
ジャン＝カルロ・コッポラ（Gian-Carlo Coppola、1963年9月17日 - 1986年5月26日）は、アメリカ合衆国の俳優、映画プロデューサー。カリフォルニア州ロサンゼルス出身。

## 人物
父は映画監督のフランシス・フォード・コッポラ、母親はエレノア・コッポラ。弟は脚本家のロマン・コッポラで妹はソフィア・コッポラ。娘はジア・コッポラである。ニコラス・ケイジは従兄弟。